# Route nationale 660
Pour les articles homonymes, voir Route 660.
La route nationale 660 ou RN 660 était une route nationale française reliant Bergerac à Rostassac. À la suite de la réforme de 1972, elle a été déclassée en route départementale 660 (RD 660).

## Ancien tracé de Bergerac à Rostassac (RD 660)
- Bergerac
- Creysse
- Mouleydier
- Saint-Capraise-de-Lalinde
- Couze-et-Saint-Front
- Bayac
- Beaumont-du-Périgord
- Monpazier
- Mazeyrolles
- Saint-Cernin-de-l'Herm
- Villefranche-du-Périgord
- Frayssinet-le-Gélat
- Goujounac

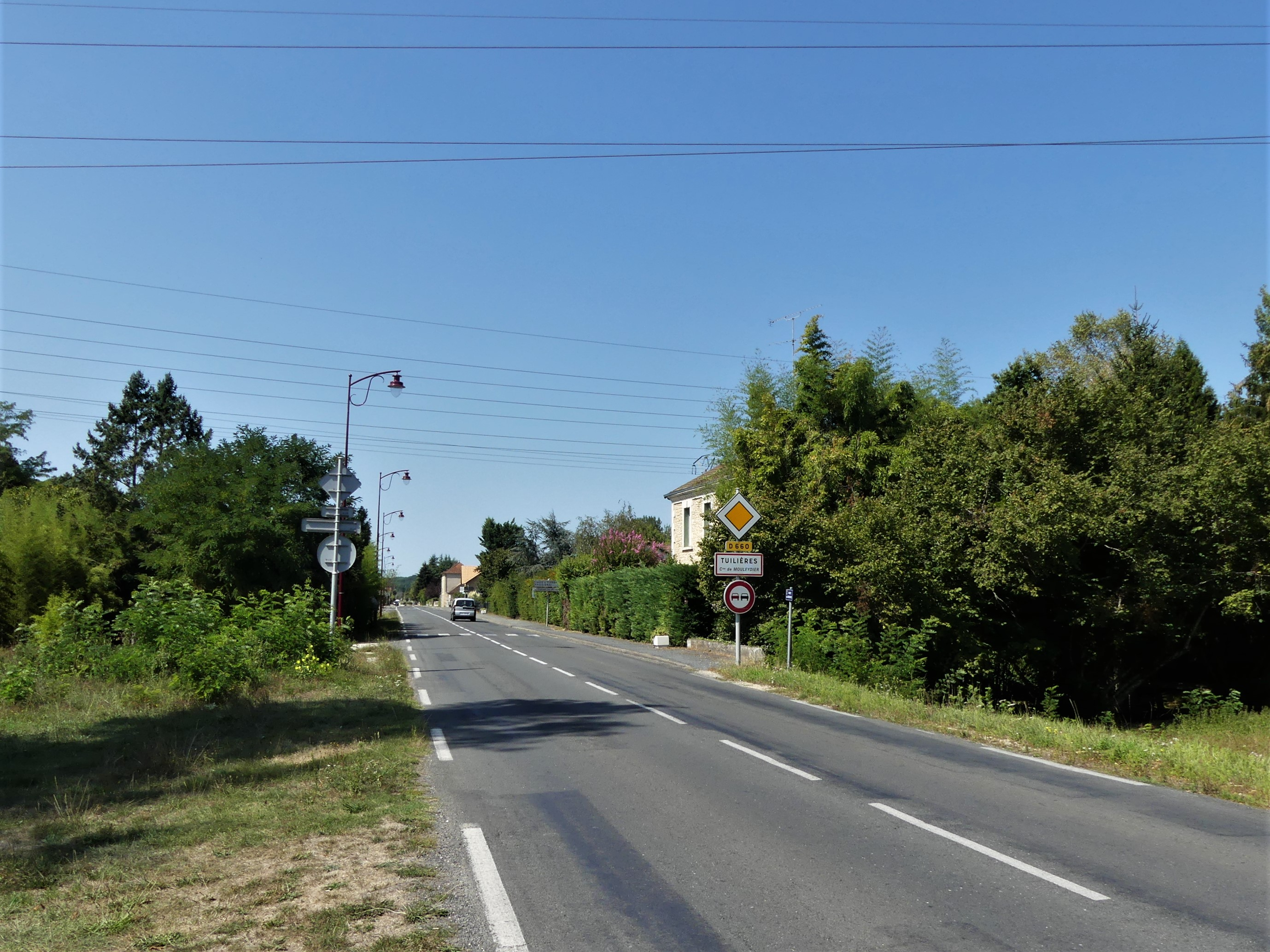
La RD 660 à Tuilières, en direction de Mouleydier.

- Rostassac, commune de Saint-Médard